# Machimus blantoni
Machimus blantoni är en tvåvingeart som först beskrevs av Stanley Willard Bromley 1940.  Machimus blantoni ingår i släktet Machimus och familjen rovflugor.
Artens utbredningsområde är Florida. Inga underarter finns listade i Catalogue of Life.